# Givʿat Charsina
Givʿat Charsina (hebräisch גִּבְעַת חַרְסִינָה Hügel des Porzellans, englisch Givat Harsina), auch Ramat Mamre (hebräisch רָמַת מַמְרֵא), ist eine israelische Siedlung im Westjordanland, die im Osten von Hebron liegt. Die Einwohner der angrenzenden jüdischen Siedlung in Hebron werden formal zu den Einwohnern von Givʿat Charsina gezählt. Der Ort wurde nach Oberst Aharon Charsina  (hebräisch אהרן חרסינה), dem Leiter des Verteidigungsministeriums im Generalstab, benannt.